# Anagenese
Die Anagenese (altgriechisch ἀνά ana, deutsch ‚aufwärts‘; Γένεσις genesis, deutsch ‚Entstehung‘), auch phyletische Evolution, (historische) Artumwandlung, allochrone Artbildung oder Progression genannt, bezeichnet die Höherentwicklung oder Transformation eines Taxons in der Evolution ohne Artneubildung.
Obwohl es auch hier mit der Zeit zu einer Anhäufung erblicher Veränderungen kommt, entstehen bei der Anagenese im Unterschied zur Kladogenese keine neuen Schwesterarten, die Artenzahl bleibt also konstant – statt einer Artaufspaltung (Divergenz) findet lediglich eine Umwandlung der Ausgangsart statt, so dass aus ihr eine oder mehrere zeitlich aufeinander folgende Chronospezies hervorgehen.